# Памятник Алоису Йирасеку
Памятник Алоису Йирасеку (чеш. Pomník Aloise Jiráska) — монумент, установленный в честь Алоиса Йирасека, чешского писателя, драматурга, видного общественного деятеля на площади, носящей его имя, рядом с домом, где им были прожиты последние годы с 1903 по 1930 г. Недалеко от памятника через реку Влатву находится один из самых больших в Праге Йираскув мост, который был также назван в честь Алоиса Йирасека.
Статуя была создана в 1954 году. Памятник открыт в торжественной обстановке в 1960 году министром культуры Зденеком Неедлы. Авторы монумента: скульптор Карел Покорный, архитектор — Ярослав Фрагнер.
Сидящий писатель изображен размером несколько больше натуральной величины в процессе работы, с ручкой в правой руке, его левая рука держит раскрытый блокнот на колене правой ноги. Бронзовая статуя поднята на железобетонном каркасе на высокий постамент из гранита, украшенный памятной надписью «ALOIS JIRÁSEK 1851—1930» (Алоис Йирасек 1851—1930), на обратной стороне «POSTAVENO PÉČÍ VLÁDY ČESKOSLOVENSKÉ REPUBLIKY K PATNÁCTÉMU VÝROČÍ OSVOBOZENÍ VLASTI ROKU 1960 PODLE NÁVRHU SOCHAŘE KARLA POKORNÉHO A ARCHITEKTA JAROSLAVA FRÁGNERA» (Установлен правительством Чехословацкой Республики к 15-летию освобождения страны 1960 года по дизайну скульптора Карела Покорного и архитектора Ярослава Фрагнера).